# A Railway Collision
A Railway Collision (també coneguda com A Railroad Wreck) és un curtmetratge mut britànic de drama de 1900, dirigit per Walter R. Booth i produït per Robert W. Paul, realitzada a Paul's Animatograph Works, el seu estudi a Muswell Hill, a al nord de Londres, i és una de les poques pel·lícules supervivents de Paul.

## Sinopsi
En la pel·lícula mostra un tram de via única de ferrocarril, al llarg de la qual un tren lent recorre un terreny muntanyós en un terraplè sobre un llac i un iot amb un túnel de fons. El tren sobrepassa el senyal que hi ha a la via i llavors, s'atura. Mentre el tren està retrocedint per la via, un tren exprés surt del túnel de davant, xoca contra l'altre tren i són llançats pel terraplè.

## Opinions al respecte
Frederick A. Talbot el 1912 explica que "l'escena de l'accident va succeir en un paisatge que es va triar amb considerable cura, on es va establir una llarga pista de vies ferroviàries amb models de tren de joguina". També comenta que "moltes persones es van meravellar amb la bona sort de Paul en ser dels primers a fotografiar un desastre així. Estaven convençuts que era genuí". Crida a la pel·lícula: "quaranta dels segons més emocionants que es poden concebre" i la elogia per haver interpretat un desastre que va ser "perfecte en la seva rapidesa i destrosses".
Segons les paraules de Michael Brooke de BFI Screenonline diu, "és un dels primers exemples d'aquesta tècnica en la pràctica". Brooke assenyala que "a diferència d'algunes de les seves altres pel·lícules del període, Booth no intenta millorar l'efecte intercalant material a gran escala, encara que els seus successors indubtablement haurien afegit un tret dins d'un vagó ple de passatgers que cridaven".

## Efectes especials
"A Railway Collision" és un dels primers exemples de posar en pràctica la tècnica de recrear desastres de gran escala a una molt més petita utilitzant models a escala en miniatura. Va servir com una base important des de la qual es podrien integrar efectes especials més impressionants en una història.
Malgrat l'aspecte artificial i bàsic de la naturalesa de l'escenari de la feina model, els espectadors de l'època semblen haver-lo trobat convincent.

## Recepció
La pel·lícula va tenir un èxit comercial grandiloqüent i va ser extensament piratejada als Estats Units. Tenia només 12 metres de llarg, ja que va ser dissenyada per ser reproduïda mitjançant un cinetoscopi de Thomas Edison, un dispositiu d'exhibició de pel·lícules que permetia que una persona per vegada veiés la pel·lícula en qüestió a través d'una finestra de mirador. No obstant això, A Railway Collision va demostrar ser tan popular que es va adoptar més tard també per al cinematògraf, el que va permetre que un públic més ampli la pogués veure.
Va tenir una influència duradora, atraient nombrosos imitadors, i la tècnica d'usar trens model per representar els reals es va usar en moltes pel·lícules britàniques posteriors.